# James Allen Gähres
James Allen Gähres, né le 5 août 1943 à Harrisburg, Pennsylvanie, est un chef d'orchestre américain avec une carrière internationale.

## Biographie
James Allen Gähres est né en 1943 à Harrisburg, en Pennsylvanie, aux États-Unis.
James Gähres étudié la musique, la direction d'orchestre, la composition et le piano au Peabody conservatoire de musique à Baltimore, où il a été assistant musical de l'Orchestre symphonique Peabody dans sa dernière année d'étude, et en tant que Fulbright - étudiant boursier avec Hans Swarowsky à l'Académie de musique et des arts du spectacle de Vienne à Vienne (Autriche). Il a assisté à des classes de maître de Bruno Maderna à Salzbourg.
Sa carrière conductrice a commencé, après plusieurs années en tant que compositeur indépendant et pianiste en Allemagne du Sud. Il travaillé en tant que chef d'orchestre à plusieurs maisons d'opéra allemandes, dont dix ans comme chef d'orchestre principal de l'Opéra d'État de Hanovre à Hanovre, où il a dirigé quinze productions d'opéra différentes par saison. Puis il est nommé premier Kapellmeister au Staatstheater Braunschweig à Brunswick (Basse-Saxe) pendant trois ans. Sa direction en Allemagne comprend également la première allemande de Candide -Scottish Opera version- de Leonard Bernstein au Deutsche Oper Berlin (l'Opéra allemand de Berlin) à l'invitation de Götz Friedrich,. Il a également travaillé régulièrement avec l'Orchestre symphonique des jeunes de Basse-Saxe (de) et l'Orchestre symphonique des jeunes de la Sarre (Land) lors de tournées de concerts en Israël, en Espagne, aux États-Unis, en France, au Royaume-Uni et au Canada.
James A. Gähres a travaillé à plusieurs reprises comme chef d'orchestre invité au New York City Opera au Lincoln Center de New York, à la Salle Pleyel à Paris, le Grand Théâtre de Poznań (de), avec l'Orchestre symphonique allemand de Berlin, l'Orchestre philharmonique de la NDR à Hanovre, l'Orchestre symphonique de la Radiodiffusion bavaroise, le Festival de musique de Heidelberg, au Deutsche Oper Berlin,, à l'Opéra de Dortmund, le Staatsoper Stuttgart, le Bayerische Staatsoper (Opéra d’État de Bavière), et au Teatro San Carlo de Naples.

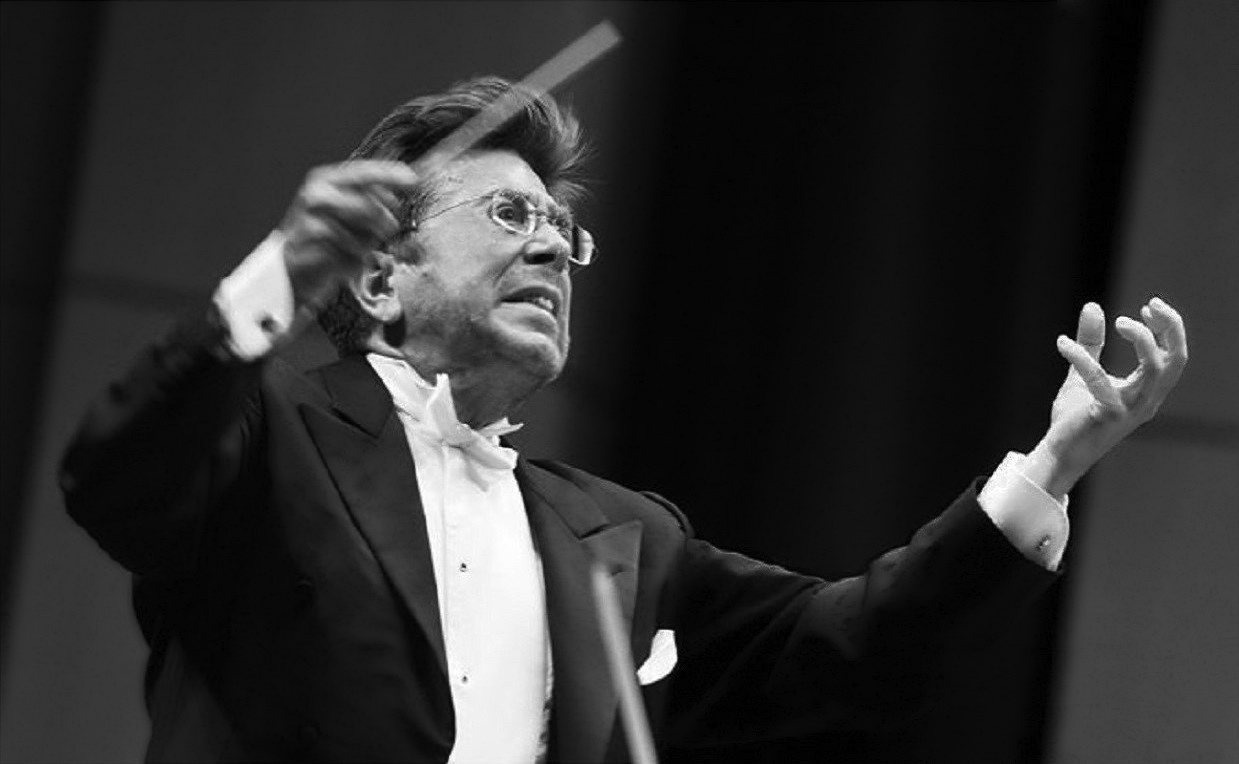
James Allen Gähres dirige un concert philharmonique à Ulm.

De 1994 à 2011, James Allen Gähres a été directeur musical général au théâtre d'Ulm (de), à Ulm (Allemagne), où il a dirigé plusieurs productions d'opéra par saison. James A. Gähres a dirigé aussi tous les concerts philharmoniques au cours de cette période, y compris entre autres toutes les symphonies de Ludwig van Beethoven et Johannes Brahms, et les concertos pour violon et piano de ces compositeurs . En même temps, il a dirigé l'Orchestre Philharmonique Ulm en tant que chef d'orchestre principal. Le répertoire de concert de James Allen Gähres comprend, entre autres, les œuvres de le classicisme viennois, la musique romantique aux œuvres de contemporain émotionnel de Béla Bartók. James Gähres fait ses débuts avec succès en tant que directeur musical au Théâtre Ulm en septembre 1994, quand il a dirigé  Der Rosenkavalier de Richard Strauss. Angela Denoke a chanté le rôle-titre dans cette production. Cela a été en même temps le débuts de Angela Denoke comme La Maréchale (Die Marschallin). Le répertoire de l'opéra de James A. Gähres comprend, entre autres, les œuvres de Béla Bartók, Alban Berg, Georges Bizet, Ferruccio Busoni, Umberto Giordano, Wolfgang Amadeus Mozart, Giacomo Puccini, Piotr Ilitch Tchaïkovski, Giuseppe Verdi, Richard Wagner, Alexander von Zemlinsky et Richard Strauss. Dans sa position que directeur musical général et chef d'orchestre principal, James A. Gähres a fondé la tradition des Concerts du Nouvel An et des Herbert von Karajan Memorial Concerts avec l'Orchestre Philharmonique Ulm dans le Théâtre Ulm et dans le CCU Einsteinsaal à Ulm. En outre, plus de 15 CD ont été publiés dans son époque comme  chef d'orchestre principal, entre autres les premiers enregistrements en direct de Carmen-Suite après Bizet, Autoportrait et Deux Tangos par Albéniz pour orchestre par Rodion Chtchedrine.

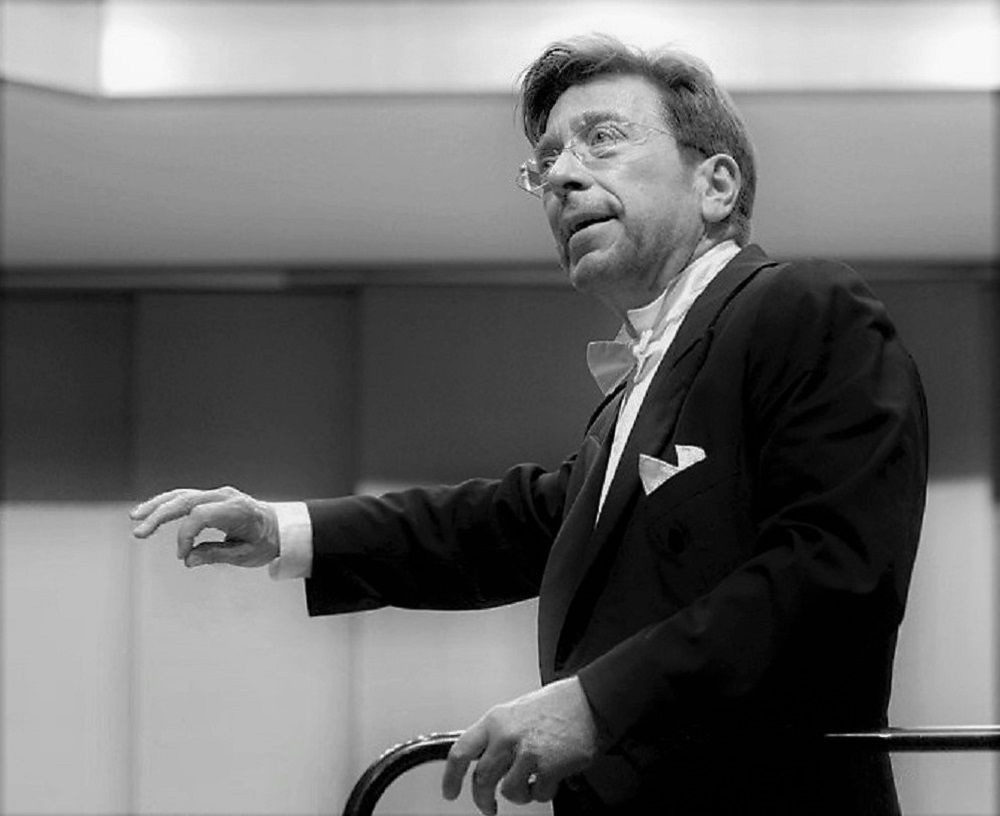
James Allen Gähres après un concert philharmonique.

James Gähres a également été chef d'orchestre invité de l'Orchestre du Gewandhaus de Leipzig dans La Flûte enchantée par Wolfgang Amadeus Mozart à l'Opéra de Leipzig, au Théâtre d'État de Meiningen (de), au l'Opéra d'Erfurt, au Meininger Hofkapelle (Orchestre de la Cour de Meiningen) à Meiningen, au Orchestre symphonique de Virginie-Occidentale (en) à Charleston, Virginie-Occidentale, la Philharmonie du Théâtre de Basse-Saxe (de) (tfn) à Hildesheim, ainsi qu'au Festival Internacional de Música, à Santa Cruz de La Palma.

## Enregistrements
Le label Sound Circle Music (SCM) a régulièrement publié des enregistrements de concerts et de spectacles d'opéra du Theater Ulm.

## Discographie
- Ludwig van Beethoven, le Concerto pour piano nº 5 en mi bémol majeur, op. 73 (L'empereur) – Orchestre Philharmonique d'Ulm/James Allen Gähres, 1999 SCM
- Ludwig van Beethoven, la Symphonie no 5, op. 67 et Coriolan, op. 62 – Orchestre Philharmonique d'Ulm/James Allen Gähres, 2000 SCM
- Alban Berg, Erich Wolfgang Korngold, Richard Strauss, Glück, das mir verblieb ... Wozzeck, Die tote Stadt (La Ville morte), Der Rosenkavalier (Le Chevalier à la rose) – Orchestre Philharmonique d'Ulm/James Allen Gähres, 2000 SCM
- Wolfgang Amadeus Mozart, le Requiem en ré mineur, K. 626 et la Maurerische Trauermusik en do mineur, K. 477/479a – Orchestre Philharmonique d'Ulm/James Allen Gähres, 2000 SCM
- Modeste Moussorgski/Maurice Ravel, Tableaux d'une exposition – Orchestre Philharmonique d'Ulm/James Allen Gähres, 2001 SCM
- Sergueï Rachmaninov, les Danses symphoniques op. 45 – Orchestre Philharmonique d'Ulm/James Allen Gähres, 1999 SCM
- Rodion Chtchedrine Great moments Vol. 1, Premier enregistrements en direct par Carmen Suite, Self-portrait et Two tangos by Isaac Albéniz – Orchestre Philharmonique d'Ulm/James Allen Gähres, 2001 SCM
- Richard Wagner, pièces de la tétralogie L'Anneau du Nibelung (Der Ring des Nibelungen) – Orchestre Philharmonique d'Ulm/James Allen Gähres, 2000 SCM
- Concert de Noël, œuvres de Jean-Sébastien Bach, Irving Berlin, Georg Friedrich Haendel, Wolfgang Amadeus Mozart, Sergueï Prokofiev und Ralph Vaughan Williams – Orchestre Philharmonique d'Ulm/James Allen Gähres, 2000 SCM
- Angela Denoke: Chanteuse de l'année 1999 – un rappel des années à Ulm, Angela Denoke (soprano] chante des œuvres de Alban Berg, Leoš Janáček, Wolfgang Amadeus Mozart, Richard Strauss, Piotr Ilitch Tchaïkovski – Orchestre Philharmonique d'Ulm/James Allen Gähres, 2000 SCM
- Neujahrskonzerte/Concerts du Nouvel An, Le Beau Danube bleu, œuvres de Johann Strauss – Orchestre Philharmonique d'Ulm/James Allen Gähres, 2000 SCM
- Concert du Nouvel An (en direct) – Orchestre Philharmonique d'Ulm/James Allen Gähres, 2001 SCM
- Concert du Nouvel An (en direct) – Orchestre Philharmonique d'Ulm/James Allen Gähres, 2004 SCM
- Concerts symphoniques, œuvres de Hector Berlioz, Johannes Brahms, Charles Ives, Jean Sibelius, Richard Strauss, Piotr Ilitch Tchaïkovski – Angela Denoke (soprano), Tamás Füzesi (violon), Orchestre Philharmonique d'Ulm/James Allen Gähres, 2000 SCM
- Leo Nucci chante des œuvres de Giuseppe Verdi et Ruggero Leoncavallo, Concert commémoratif Herbert von Karajan – Orchestre Philharmonique d'Ulm/James Allen Gähres, 2003 SCM